# 최용규 (1985년)
최용규(崔容奎, 1985년 8월 31일 ~ )는 KBO 리그 전 KIA 타이거즈의 내야수이다.

## 아마추어 경력
공주중학교 2학년 때 야구에 입문한 그는 공주고등학교 졸업을 앞두고 프로 지명을 받지 못해 원광대학교에 입학했다. 원광대학교 1학년 때 방황의 시간을 보내다가 김준환 감독이 다잡았고, 다시 배트를 잡은 그는 4학년이던 2007년 4월에 열렸던 전국대학야구 춘계리그에서 원광대학교가 준결승에 진출(준결승전에서 동국대학교에게 패)하는 데 공-수에서 일조했다. 자신은 35타수 18안타(타율 5할 1푼 4리)의 맹타를 휘두르며 타격상을 수상하였다.
졸업을 앞두고 있었던 2007년 11월에는 생애 처음으로 대한민국 야구 국가대표팀에 선발되어 대만에서 열린 제37회 야구 월드컵에 주전 3루수로 출전하였다. 대회 기간 동안 2할 4푼(25타수 6안타)의 타율을 기록하였으며, 특히 B조 예선 풀 리그 네덜란드와의 6차전에서는 5회말 솔로 홈런을 터뜨려 팀의 영패를 모면케 하기도 했다.

## KIA 타이거즈시절
원광대학교를 졸업하고 2008 2차 2순위 지명을 받아 KIA 타이거즈에 입단하였다. 2008년 1군 20경기에 출장하여 32타수 3안타(타율 9푼 4리)를 기록하였다. 2010년 시즌 후 상무 합격에 실패한 그는 어깨 수술을 받은 후 2012년에 현역으로 입대하여 30사단 수색대대에서 복무했으나 복무 도중 팀에서 방출되었다. 제대한 후 2014년에 재입단하여 2군에 합류해 2군 25경기에 출전 했고, 시즌 후 마무리 훈련에 참가했다. 재입단한 후 최용규는 현재 강한울과 함께 KIA 타이거즈의 2루수로 키스톤 콤비를 맡고 있으며 맹활약을 해주었다. 그러나 2016 시즌에는 김주형이 유격수를 맡으면서 강한울이 2루수로 옮겨갔고, 시즌 초 무상 트레이드로 넘어온 서동욱이 2루수로 자리잡은데다가 시즌 말 안치홍의 복귀까지 겹치면서 한 차례도 1군에 등록되지 못한채 시즌이 끝난 뒤 보류 선수 명단 제외를 통해 웨이버 공시되었다.

## 출신 학교
- 공주신관초등학교
- 공주중학교
- 공주고등학교
- 원광대학교

## 통산 기록
- 1군 기록

| 연도 | 팀    | 타율  | 경기수 | 타수 | 득점 | 안타 | 2루타 | 3루타 | 홈런 | 루타 | 타점 | 도루 | 도실 | 볼넷 | 사구 | 삼진 | 병살 | 장타율 | 출루율 | 실책 | 비고 |
| ---- | ----- | ----- | ------ | ---- | ---- | ---- | ----- | ----- | ---- | ---- | ---- | ---- | ---- | ---- | ---- | ---- | ---- | ------ | ------ | ---- | ---- |
| 2008 | KIA   | 0.094 | 20     | 32   | 2    | 3    | 0     | 0     | 0    | 3    | 0    | 1    | 2    | 3    | 0    | 13   | 0    | 0.094  | 0.171  | 1    |      |
| 2009 | KIA   | 0.259 | 51     | 54   | 10   | 14   | 0     | 0     | 1    | 17   | 5    | 7    | 5    | 3    | 0    | 16   | 0    | 0.315  | 0.298  | 1    |      |
| 2010 | KIA   | 0.160 | 22     | 25   | 4    | 4    | 1     | 0     | 0    | 5    | 1    | 0    | 0    | 1    | 1    | 8    | 1    | 0.200  | 0.214  | 0    |      |
| 2015 | KIA   | 0.225 | 69     | 182  | 23   | 41   | 4     | 3     | 2    | 57   | 18   | 10   | 6    | 14   | 1    | 43   | 2    | 0.313  | 0.281  | 4    |      |
| 통산 | 4시즌 | 0.212 | 162    | 293  | 39   | 62   | 5     | 3     | 3    | 82   | 24   | 18   | 13   | 21   | 2    | 80   | 3    | 0.280  | 0.266  | 6    |      |